# Palats och parker i Potsdam och Berlin

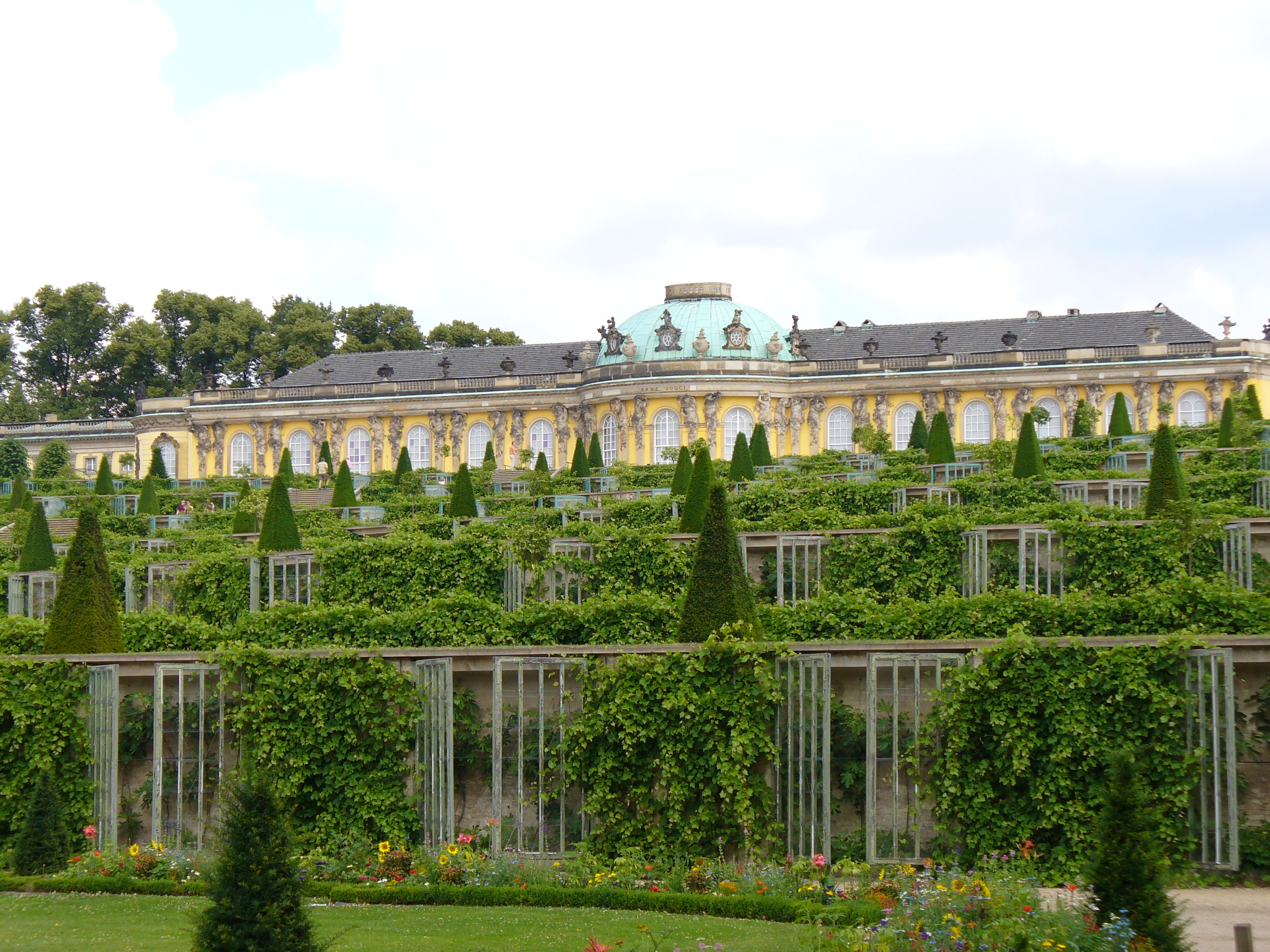
Sanssouci.

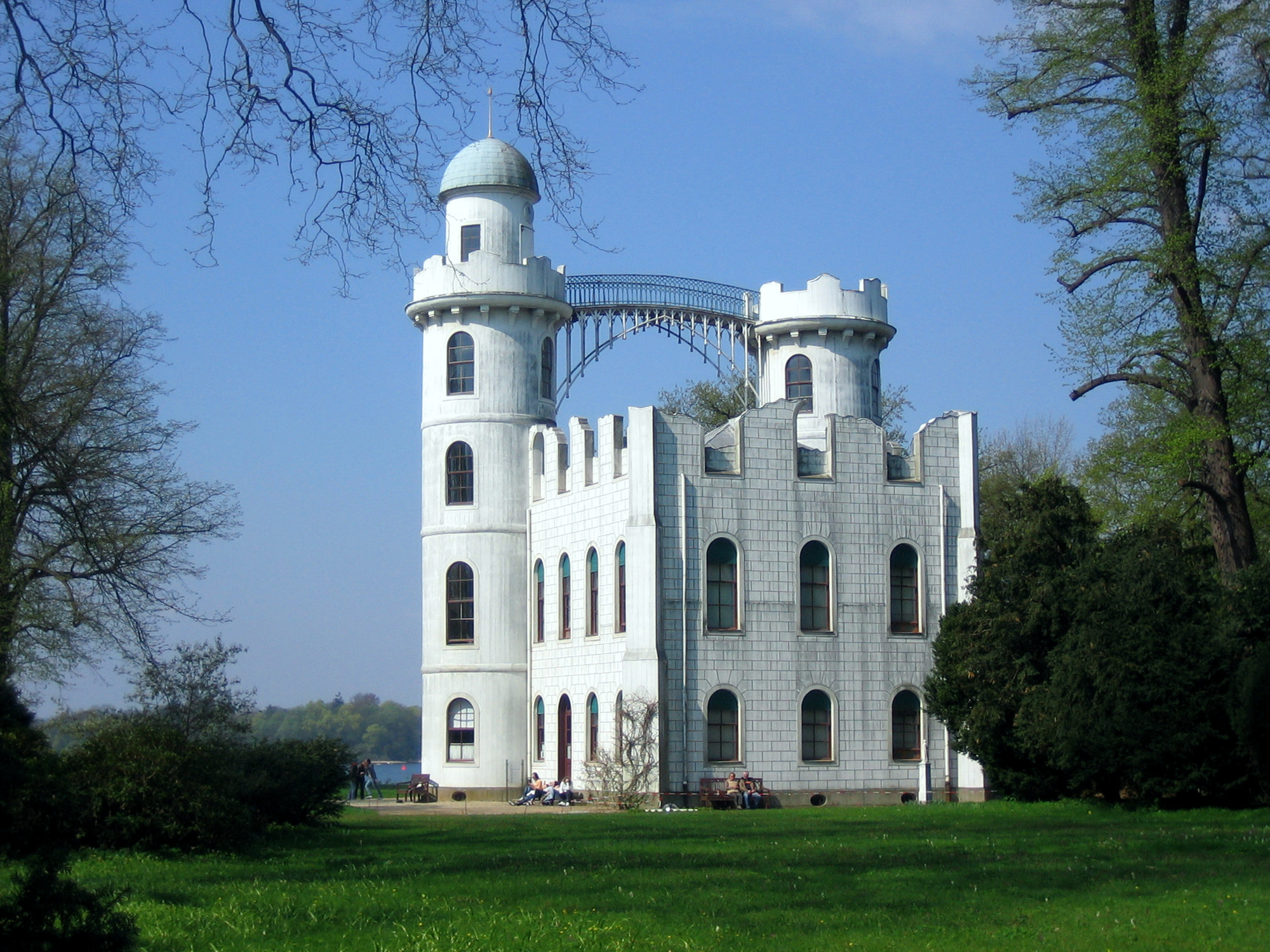
Slott på Pfaueninsel

Palats och parker i Potsdam och Berlin är ett världsarv i Tyskland i Potsdam och Berlin. Det kom till 1990 och utökades 1992 och 1999. Världsarvet består av följande palats och parker:

## Potsdam (1990)
- Slottet Sanssouci med slottsparken och Neues Palais
- Neuer Garten i östra Potsdam, med Marmorpalais och slottet Cecilienhof
- Babelsbergs slott med Babelsbergparken

## Berlin-Zehlendorf (1990)
Delar av världsarvet ligger i Berlin, i stadsdelen Wannsee i stadsdelsområdet Steglitz-Zehlendorf.
- Schloss Glienicke
- Glienicker Lake
- Volkspark Klein Glienicke
- Nikolskoe
- Pfaueninsel
- Böttcherberg
- Jagdschloss Glienicke

## Utökning 1992
- Heilandskirche
- Sacrowpalatset och dess park

## Utökning 1999

### Omkring och nära Sanssouci
- Lindenallee
- Före detta Trädgårdsmästarskolan och Kaiserbahnhof
- Lindstedts slott med park
- Byn Bornstedt, kyrkan, gravplatsen och landskapet norr om Sanssouci
- Seekoppel (landskap väster om ruinberget)
- Voltaireweg (grönbälte och väg mellan Sanssouci och Neue Garten
- Entréområdet till Sanssouci

### Område omkring och nära Neuer Garten

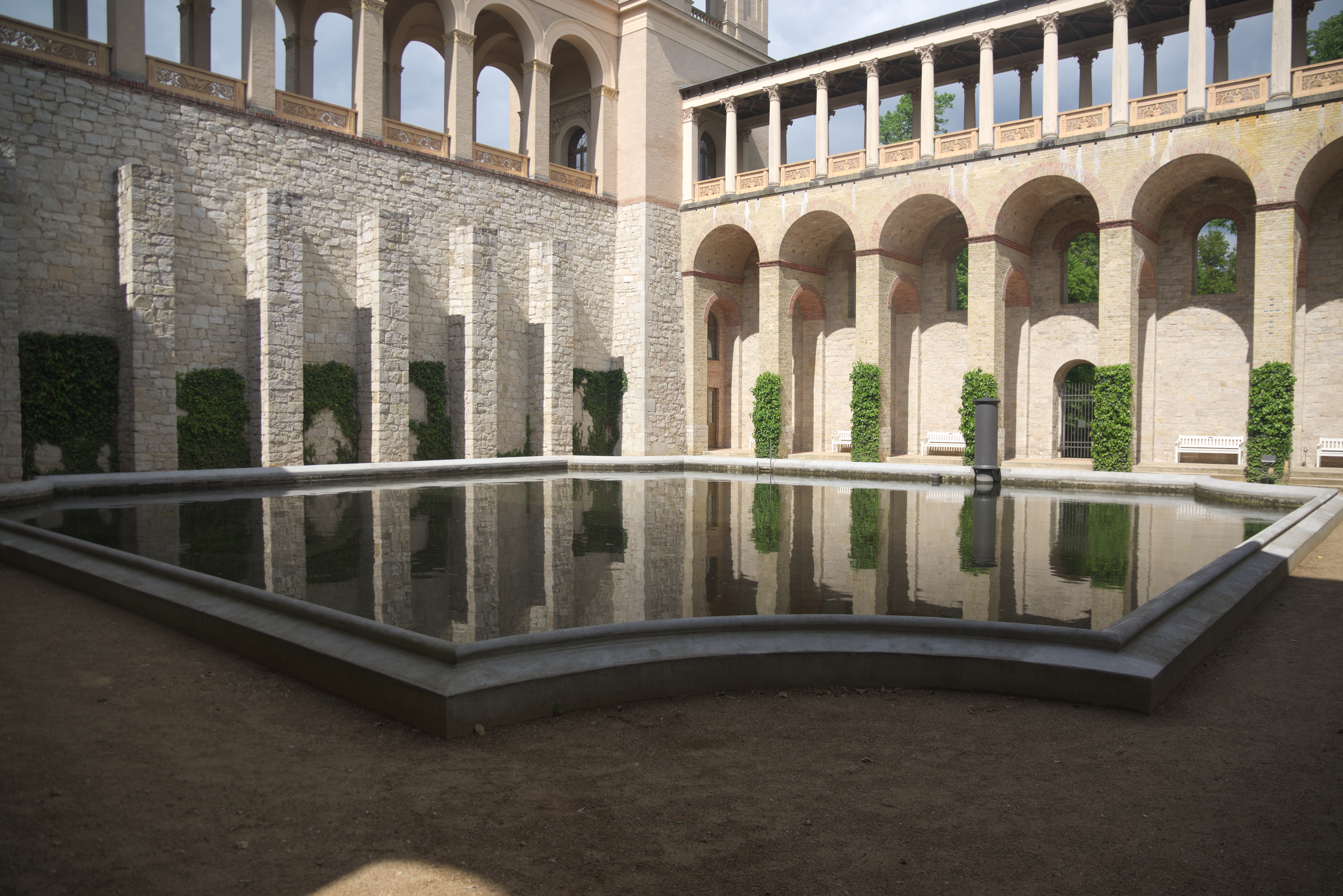
Belvedere auf dem Pfingstberg

- Alexandrovka, en rysk koloni i norra Potsdam
- Pfingstberg med Belvedere auf dem Pfingstberg
- Området mellan Pfingstberg och Neuer Garten
- Södra stranden av Jungfernsee
- Kungliga skogen (skogen på båda sidor om Sacrowpalatset)

### Område omkring och nära Babelsbergparken
- Angränsande områden till Babelsbergparken
- Observatoriet i Babelsberg